# Шачебольское
Ша́чебольское (Шачаболка) — озеро в Некрасовском районе Ярославской области.
Имеет пойменное происхождение.
Относится к наиболее крупным озёрам Ярославской области. Площадь 56 га, наибольшая глубина 7,2 м. Располагается в районе деревни Шачебол, рядом развёнуто строительство коттеджного посёлка «Ярославская Голландия».
Озеро Шачебольское характеризуется очень чистой водой. Излюбленное место спортсменов-рыболовов. Ловится щука, окунь, плотва, язь, крупный ёрш. Попадается очень крупный карась, но найти его довольно сложно. Напротив, озеро Яхробольское с глубинами до двух метров, привлекает рыболовов-зимников в период перволедка. Здесь, в это время, ловится крупный окунь, мелкая щука и, в оттепель, карась. Летом Яхробольское сильно зарастает.
Код объекта в государственном водном реестре — 08010300211110000005702.